# Таглиш
Таглиш (Taglish, также Энглог) — пример переключения кодов, заключающийся в смешивании на письме и в разговоре слов английского и тагальского языков. Название образовано от комбинации слов tagalog и english. Это фактически лингва франка, возникший в Маниле, и использующийся в городах Филиппин. Используется также филиппинцами, проживающими в Австралии, США, Канаде и других англоговорящих странах.
Английские слова используются, как правило, в качестве сказуемых и оказываются короче тагальских, с этой особенностью связано применение языка в мобильных текстовых коммуникациях: сообщения получаются короче, чем на тагальском.
| Английский                         | Тагальский                               | Таглиш                           |
| ---------------------------------- | ---------------------------------------- | -------------------------------- |
| Could you explain it to me?        | Maaaring ipaunawà mo sa akin?            | Maaaring i-explain mo sa akin?   |
| Could you shed light on it for me? | Pakipaliwanag mo sa akin?                | Paki-explain mo sa akin?         |
| Have you finished your homework?   | Natapos mo na ba yung takdáng-aralín mo? | Finished na ba yung homework mo? |
| Please call the driver.            | Pakitawag ang tsuper.                    | Pakí-call ang driver.            |